# Hard Headed Woman
〈Hard Headed Woman〉는 엘비스 프레슬리가 녹음하고 글래디스 뮤직이 발행한 로큰롤 가요이다. 미국의 12마디 블루스로서 아프리카계 미국인 작곡가 클로드 디미트리어스의 작곡이다. 1958년 장편영화 《킹 크리올》의 사운드트랙에 취입된 로큰롤 노래로서 가장 모모된 음원으로, 동명의 레코드 음반에도 수록되었다. 아울러 78RPM, 45RPM 형식의 싱글로 출판돼 1958년 당시 《빌보드》 1위에 입신했고 R&B 차트에서 2위를 2주간 머물렀다. RIAA가 골드 레코드로 지정한 최초의 로큰롤 싱글이다.
완다 잭슨 등속이 녹음한 노래이기도 하다. 캣 스티븐스는 동명의 상이된 노래를 《Tea for the Tillerman》에 수록했다.

## 차트 성적
| 차트 (1958)                | 최고 순위 |
| -------------------------- | --------- |
| 영국 싱글 차트             | 2         |
| 미국 빌보드 핫 100         | 1         |
| 미국 빌보드 핫 컨트리 싱글 | 2         |
| 미국 빌보드 핫 R&B 싱글    | 2         |